# Kleine John
Kleine John, artiestennaam van John Juhar (13 maart 2002), is een Nederlandse rapper en youtuber. Hij is bekend door onder andere de singles Balance en Samen (niet alleen) en door zijn samenwerkingen met Chavanté.

## Biografie
Juhar begon in 2018 met het plaatsen van vlogs en video's op mediaplatform YouTube. In die video's werd er al door de artiest gerapt en vanaf 2020 begon hij singles uit te brengen. Zijn eerste hitsucces was in 2021 met het nummer C'est la vie, die hij uitbracht met Chavanté. Dit nummer kwam tot de 49e positie van de Single Top 100. C'est la vie was tevens de eerste single van een gezamenlijke ep met Chavanté. Deze ep werd begin 2022 uitgebracht en heet Lucky X Wonder. Van deze ep bereikte ook de tweede single In je city (Sku sku) de Single Top 100; ditmaal piekend op de 65e plek.
Kleine John werkte niet alleen samen met Chavanté. In het najaar van 2022 had hij succes met de rappers Jmani en Jhorrmountain. Hun gezamenlijke lied Balance piekte op de 64e plaats van de Single Top 100 en kwam ook in de Tipparade van de Nederlandse Top 40 terecht. Begin 2023 stond Kleine John met zijn gebruikelijke muziekpartner Chavanté op Noorderslag. De eerste Top 40-hit van Kleine John was niet met Chavanté. In 2024 bracht hij namelijk samen met DJ DYLVN het nummer Samen (niet alleen) uit. Dit nummer was een zomerhit en piekte op de 31e plek van de Top 40 en op de achtste plaats van de Single Top 100. Ook behaalde het de gouden status in Nederland. Samen (niet alleen) was na Zeg mij de tweede single die Kleine John bij muzieklabel Top Notch uitbracht, waar hij in maart 2024 een contract tekende.

## Discografie

### Albums en ep's
- Lucky X Wonder (ep, 2022, met Chavanté)

### Nummers met notering(en) in een hitlijst
| Lied                                 | Verschijnen       | Album               | Hitlijsten  | Hitlijsten  | Hitlijsten   | Hitlijsten   | Opmerkingen       |
| Lied                                 | Verschijnen       | Album               | NL (Top 40) | NL (Top 40) | NL (Top 100) | NL (Top 100) | Opmerkingen       |
| Lied                                 | Verschijnen       | Album               | Piek        | Weken       | Piek         | Weken        | Opmerkingen       |
| ------------------------------------ | ----------------- | ------------------- | ----------- | ----------- | ------------ | ------------ | ----------------- |
| C'est la vie (met Chavanté)          | 10 september 2021 | Lucky X Wonder (ep) | —           | —           | 49           | 3            |                   |
| In je city (Sku sku) (met Chavanté)  | 19 januari 2022   | Lucky X Wonder (ep) | —           | —           | 65           | 2            |                   |
| Balance (met Jmani en Jhorrmountain) | 19 augustus 2022  | —                   | tip20       | —           | 64           | 2            |                   |
| Samen (niet alleen) (met DJ DYLVN)   | 17 mei 2024       | —                   | 31          | 4           | 8            | 21           | goud in Nederland |